# Узунджа (печера)
Узунджа — Печера горизонтального типу на Ай-Петринському масиві в Криму. Протяжність 1500 м, амплітуда +20 м, площа 1500 м², обсяг 4500 м³, висота входу 525 м, категорія складності 3А.
Вхід розташований в лівому борті ущелини р. Узунджа, в 3 м вище виходу карстового джерела Суук-Су. Печера являє собою систему вузьких (0,3-0,5 м) тріщинних ходів, що з'єднуються на різних рівнях округлими сифонними каналами.
Печера закладена в товстошаруватих і тонкоплитчатих вапняках з прошарками пісковика потужністю до 20 см, розбитих на блоки кількома паралельними тектонічними порушеннями.
У межень в печері є кілька обводнених ділянок, пов'язаних між собою і з джерелом Сууксу сифонами. У паводок рівень води в печері піднімається на 1,5-2,5 м. У печері є водні механічні та різні водні хемогенні відкладення.
Привхідна частина печери довжиною близько 50 м була відома ще наприкінці XIX століття. Це невеликий, але досить високий (до 10-15 м у дальній частині) коридор, завалений брилами вапняку і позбавлений натьоків. У 1965 р. севастопольські  спелеологи виявили вузьку (всього 25-30 см) щілину, через яку проникли у дальню частину печери. Її довжина перевищує 1500 м.
Печера складається з декількох паралельних тріщинних ходів, які то опускаються до невеликого струмка, який живить джерело, то йдуть на 10-15 м вгору і утворюють подобу поверхів між бриловими навалами. Проходи з'єднують окремі, дуже вузькі розширення тріщин. Стіни покриті численними гострими ребрами каррів і натіканнями. У паводок багато ходів повністю затоплюються водою. Кілька глибоких сифонів в різних частинах печери «закривають» її продовження, хоча дослідами з фарбуванням встановлено зв'язки Узунджійської печери з іншими карстовими порожнинами Ай-Петринського масиву. Печера має в основному спортивний інтерес.
У 1963–1966 рр. печеру Узунджа досліджували спелеологи м. Севастополя, а в 1967 р. — Кримська карстова експедиція АН УРСР.

## Ресурси Інтернету
- Печера Узунджа
- Перелік класифікованих печер

## Виноски
1. ↑  Перелік класифікованих печер